# رزبری کتون

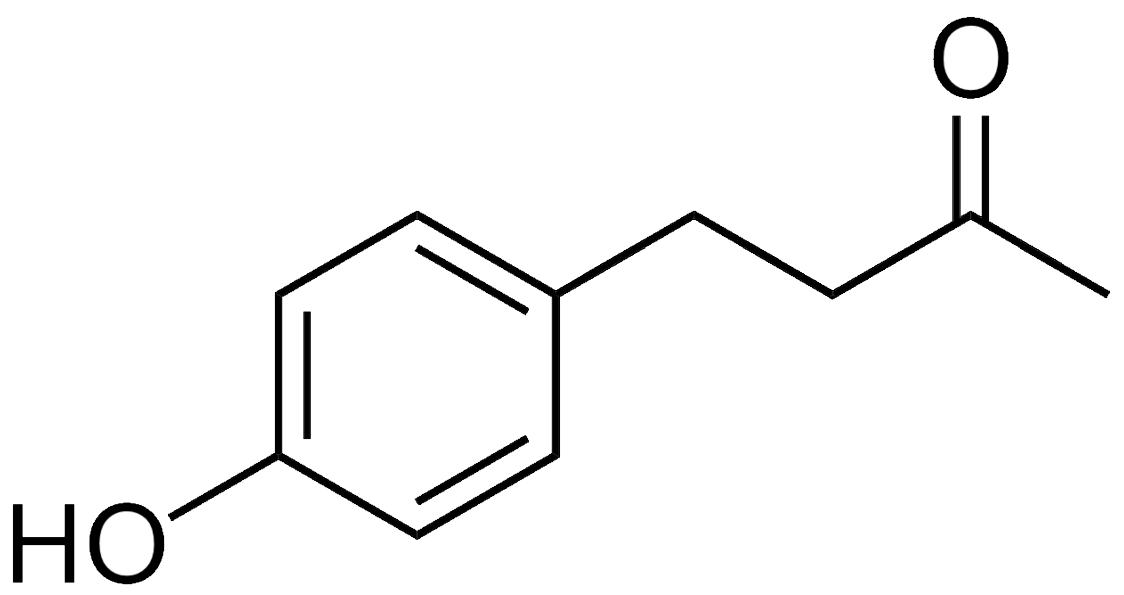
ساختار شیمیایی رزبری کتون

رزبری کتون (به انگلیسی: Raspberry ketone) یک ترکیب شیمیایی با شناسه پاب‌کم 21648 است. 